# Ilsetal

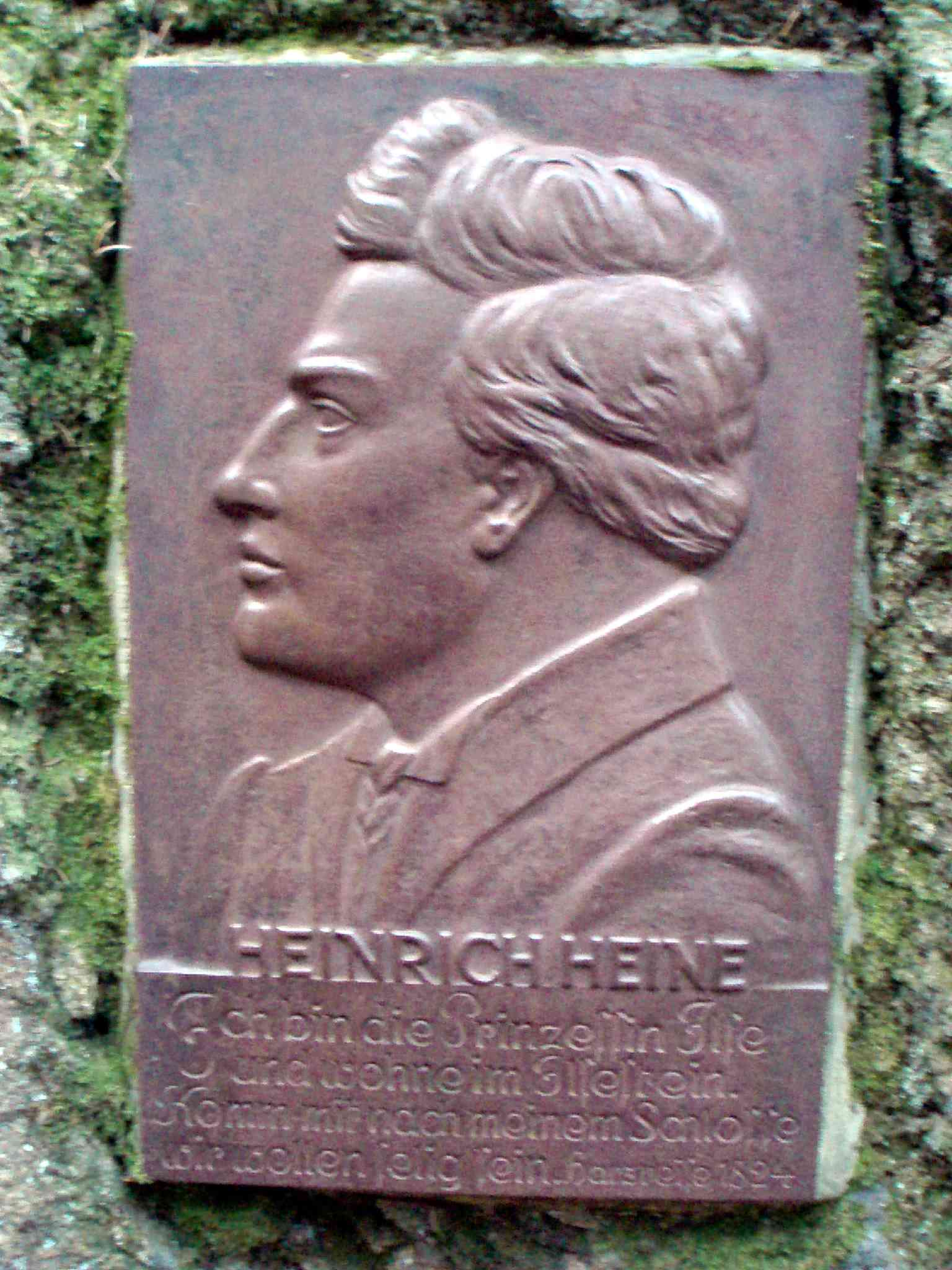
Heine-Gedenkstein

Das Ilsetal liegt am nördlichen Teil des Harzes. Vom Nationalparkort Ilsenburg am Harzfuß bis hinauf ins Quellgebiet der Ilse – nahe dem Gipfel des Brocken (1141,2 m ü. NHN) – erstrecken sich verschiedene Waldgesellschaften des Harzes. Heinrich Heine beschrieb das Ilsetal mit seinem Flüsschen Ilse und dem darüber thronenden Ilsestein im heutigen Nationalpark Harz.

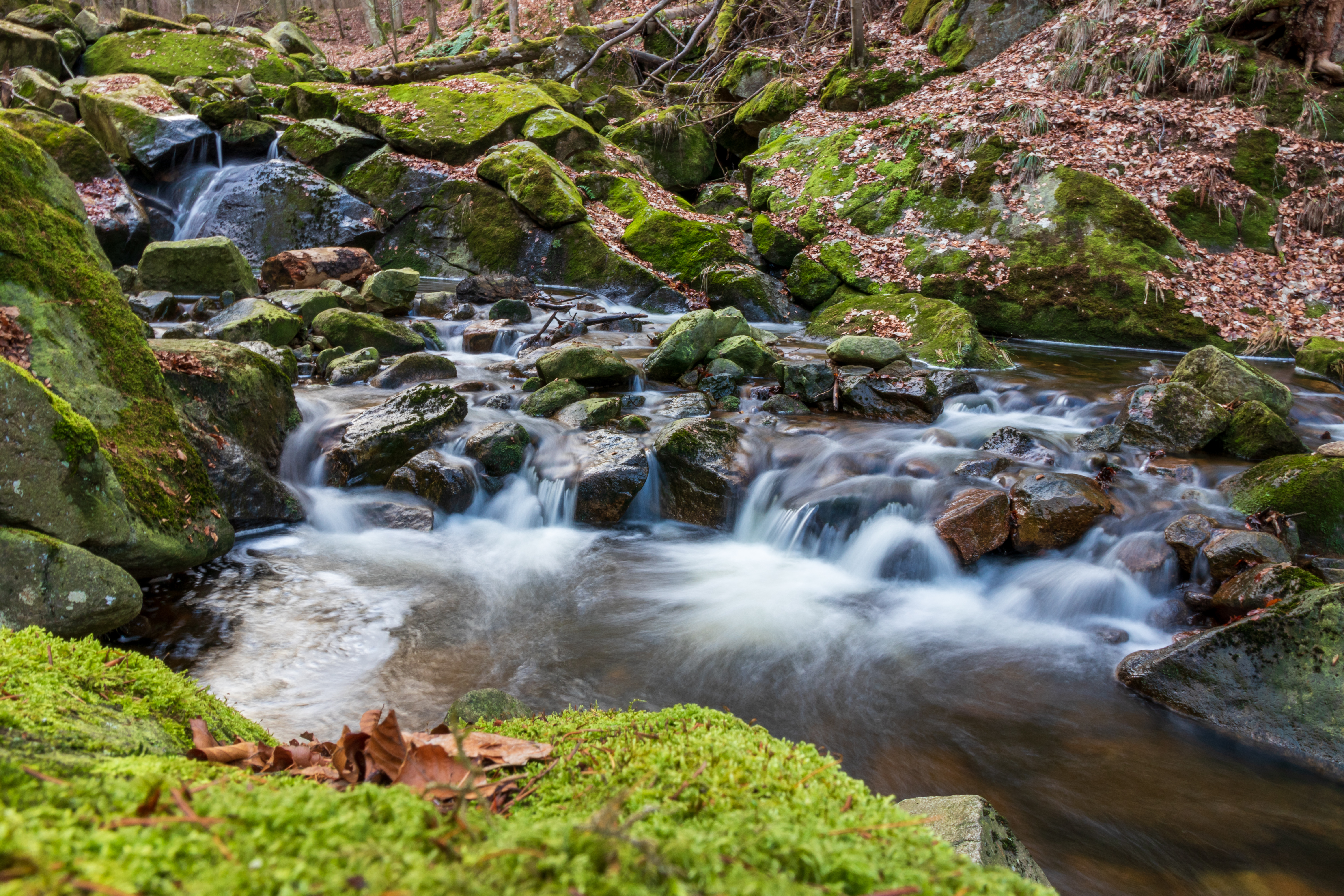
Die Ilsefälle bei Ilsenburg

Wenn man am Nordrand sich dem Harz nähert, so fallen seine markanten Berge auf. Zwischen Goslar und Wernigerode sind seine Berge besonders eindrucksvoll, wenn steile Gipfel aus dem flachen Tal herauswachsen. Zwischen den Bergen markieren im Harz sehr tiefe Schluchtentäler die Landschaft. Neben der Ilse sind hier auch die parallelen Täler der Oker, der Ecker und der Bode zu nennen.
Von 1830 bis 1838 wurde auf Kosten von Graf Henrich zu Stolberg-Wernigerode eine Chaussee von Ilsenburg über Spiegelslust durch das Ilsetal bis nach Schierke angelegt. Diese Chaussee erleichterte damals den Tourismus in den höheren Gebirgslagen wesentlich, ist aber heute für den öffentlichen Verkehr gesperrt.
Über den Heinrich-Heine-Weg und die Plessenburg kann man den Brocken von Ilsenburg (250 m Höhe) auf 15 km Wegstrecke ersteigen.
Am oder nahe dem Ilsetal befinden sich diese Stempelstellen der Harzer Wandernadel (flussabwärts betrachtet; mit Stempelstellen-Nummern): Gelber Brink (22), Große Zeterklippe (10), Brockenhaus (9), Stempelsbuche (8), Bremer Hütte / Obere Ilsefälle (6), Gasthaus Ilsestein (30) und Froschfelsen (5).